# Scaphoideus incognitus
Scaphoideus incognitus är en insektsart som beskrevs av Barnett 1979. Scaphoideus incognitus ingår i släktet Scaphoideus och familjen dvärgstritar. Inga underarter finns listade i Catalogue of Life.